# مرسدس کالدرون
مرسدس کالدرون (انگلیسی: Mercedes Calderón؛ زادهٔ ۱ سپتامبر ۱۹۶۵) بازیکن والیبال اهل کوبا بود.